# Regnecentralen
Regnecentralen (förkortas RC) är det första danska IT-företaget, grundat 12 oktober 1955 för att driva datamaskinen DASK (uttyds: Dansk Algoritmisk Sekvenskalkulator), som hade sin första körning 13 februari 1958. DASK var en släkting till Sveriges BESK
Tre personer stod bakom Regnecentralen: Niels Ivar Bech, som också blev administrerande direktör, professor Richard Petersen var ordförande i Akademiet for Tekniske Videnskabers räknemaskinsnämnd, för utformningen av DASK stod Bent Scharøe Petersen.
1961 byggde man sin andragenerationsmaskin GIER (förkortning för Geodætisk Instituts Elektroniske Regnemaskine) i en serie om hela 60 exemplar, vilken fick en stor utbredning på 1960-talet.
1964 startades dotterbolaget Scanips i Norge, då RC sålt en GIER till "Norges Vassdrags- og Elektrisitetsvesen". Den ursprungliga uppgiften var att sälja ledig kapacitet på denna anläggning, men sedan växte Scanips och blev en kassako för RC.
Norska Scanips startade på samma sätt ett dotterbolag i Sverige med namnet RC Scanips då RC sålt en GIER till Lantmäteriverket. Scanips i Sverige sålde främst X.25-nät baserat på RC3600 och drev även en mindre servicebyråverksamhet med administrativa tjänster och konverteringstjänster baserade på RC2000.
Scanips i Norge och Sverige lades ned 1978.
1968 gick man vidare med tredjegenerationsmaskinen RC4000, varav endast 18 exemplar skulle behöva säljas för att företaget skulle gå runt, dock uppgick försäljningen bara till 17 exemplar, vilket ledde till att firman blev konkurshotad. Efter att bankfolk gått in i ledningen och strukturerat om företaget kunde verksamheten dock fortsätta för Regnecentralen.
Bland RC:s mest framgångsrika produkter fanns remsläsaren RC2000, en smått revolutionerande produkt, då den till skillnad från sina mekaniska konkurrenter arbetade optoelektriskt. Denna på sin tid världens snabbaste remsläsare blev en hygglig exportframgång för Regnecentralen.

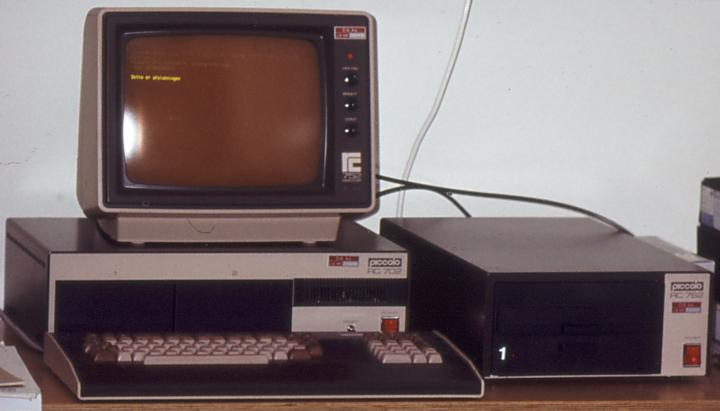
RC Piccolo

På 1980-talet försåg RC danska folkskolor med mikrodatorer. Deras CP/M-baserade RC Piccolo såldes också i Sverige, där man i reklamen särskilt pekade på datorns tillförlitlighet, garanterad genom de uthållighetstester som utfördes i fabriken.
Regnecentralen lades slutgiltigt ned 1993, och var vid det laget en firma på fallrepet. Även om det var den danska staten som hade grundat RC, fick företaget under större delen av sin livstid stå på egna ben, då staten hade en ny verksamhet att sköta: Datacentralen I/S. Något statligt stöd eller större uppdrag från universitets- och forskningsvärlden kunde den danska firman därför aldrig räkna med.